# الواضحة (الأحساء)
هجرة الواضحة أحد هجر محافظة الأحساء في المنطقة الشرقية في المملكة العربية السعودية.

## الموقع
تبعد هجرة الواضحة عن العاصمة الرياض 397 كم. كما تبعد عن أقصي شمال الهفوف 104 كيلومترًا.

## النقل
طريق الواضحه يمر بالقرب من تقاطعات على أمتداد طريق ( الرياض / الدمام السريع ) وتقاطع طريق الملك عبد العزيز مع طريق الدمام الجبي حيث طول هذا الطريق الزراعي 2-3كم بميزانية 900 الف ريال سعودي عام 2008.

## المرافق
- مسجد الواضحة